# La pícara edad

## Sinopsis
Un actor de teatro maduro contrata como asistente a una muchacha de la que se ha enamorado.

## Otros créditos
- Montaje/edición: Milton Carruth
- Asistente de dirección: Frank Shaw.
- Supervisor musical: Joseph Gershenson
- Dirección artística: Alexander Golitzen y Richard H. Riedel
- Decoración del set: Russell A. Gausman y Julia Heron
- Maquillaje: Bud Westmore

## Curiosidades
- La película fue rodada en Eastman color.
- Mancini no aparece en los créditos.

## Enlaces de interés
- La pícara edad en Internet Movie Database (en inglés).
- https://web.archive.org/web/20050220001018/http://www.culturalianet.com/art/ver.php?art=17930

- Datos: Q2563230